# Championnats du monde de VTT 1993
Navigation
Bromont 1992 Vail 1994
Les championnats du monde de VTT 1993 se sont déroulés à Métabief en France du 17 au 18 septembre 1993.

## Médaillés

### Cross-country
| Épreuves         | Or                          | Argent                    | Bronze                       |
| ---------------- | --------------------------- | ------------------------- | ---------------------------- |
| Hommes           | Henrik Djernis Danemark     | Marcel Gerritsen Pays-Bas | Jan Erik Østergaard Danemark |
| Femmes           | Paola Pezzo Italie          | Jeannie Longo France      | Ruthie Matthes États-Unis    |
| Hommes, juniors  | Dario Acquaroli Italie      | Gerben de Knegt Pays-Bas  | Klaus Jakobsmeier Allemagne  |
| Femmes, juniors  | Karin Romer Allemagne       | Mona Fée France           | Laëtitia Holweck France      |
| Hommes, vétérans | Riccardo de Bertolis Italie | Zbigniew Krasniak France  | Yves Berlioux France         |
| Femmes, vétérans | Maria Canins Italie         | Dany Bonnoront France     | Pat Hadley États-Unis        |

### Descente
| Épreuves         | Or                            | Argent                     | Bronze                     |
| ---------------- | ----------------------------- | -------------------------- | -------------------------- |
| Hommes           | Mike King États-Unis          | Paolo Caramellino Italie   | Myles Rockwell États-Unis  |
| Femmes           | Giovanna Bonazzi Italie       | Kim Sonier États-Unis      | Missy Giove États-Unis     |
| Hommes, juniors  | Nicolas Vouilloz France       | Marcus Klausmann Allemagne | Karim Amour France         |
| Femmes, juniors  | Anne-Caroline Chausson France | Nolvenn Le Caër France     | Helen Mortimer Royaume-Uni |
| Hommes, vétérans | Walter Brandli Suisse         | Claudio Riverditi France   | Orlando Lorenzo Italie     |

## Tableau des médailles
| Rang  | Nation          | Or | Argent | Bronze | Total |
| ----- | --------------- | -- | ------ | ------ | ----- |
| 1     | Italie          | 5  | 1      | 1      | 7     |
| 2     | France          | 2  | 6      | 3      | 11    |
| 3     | Allemagne       | 1  | 1      | 1      | 3     |
| 4     | États-Unis      | 1  | 1      | 4      | 6     |
| 5     | Danemark        | 1  | 0      | 1      | 2     |
| 6     | Suisse          | 1  | 0      | 0      | 1     |
| 7     | Pays-Bas        | 0  | 2      | 0      | 2     |
| 8     | Grande-Bretagne | 0  | 0      | 1      | 1     |
| Total | Total           | 11 | 11     | 11     | 33    |